# Micfalău
Micfalău es una comuna ubicada en el distrito de Covasna, Rumania.

## Superficie
Posee una superficie de 37,22 kilómetros cuadrados.

## Demografía
Hasta 2021 la población era de 1635 habitantes, con una densidad de población de 43,93 habitantes por kilómetro cuadrado.